# Fernando Francisco Reges
Fernando Francisco Reges, mer känd som Fernando, född 25 juli 1987, är en brasiliansk fotbollsspelare (defensiv mittfältare) som spelar för spanska Sevilla.

## Karriär
Den 12 juli 2019 värvades Fernando av spanska Sevilla.